# Santiago Silva Retamales
Santiago Silva Retamales, né le 17 juin 1955 à La Calera au Chili, est un évêque catholique chilien, actuel ordinaire militaire, ancien secrétaire général de la conférence épiscopale du Chili (2008-2011) et président de la conférence épiscopale du Chili depuis 2016.

## Biographie
Santiago Silva naît dans une famille chrétienne de quatre enfants dont il est l'aîné (trois garçons et une fille). Il effectue sa scolarité primaire au collège des frères maristes San José de La Carena, puis il étudie au collège Champagnat de Villa Alemana, appartenant aussi aux frères maristes. Il fait une expérience chez les frères maristes en Argentine, avant d'entrer au grand séminaire San Rafael de Lo Vásquez. Il obtient un magister en théologie dogmatique de l'université pontificale catholique du Chili. Il est ordonné prêtre le 24 octobre 1980 en la cathédrale de Valparaiso. 
Santiago Silva est d'abord vicaire dans une paroisse d'Algarrobo, puis il enseigne au grand séminaire San Rafael de Lo Vásquez avant d'en devenir vice-recteur puis recteur, en 1998. Il est aussi professeur d'Écriture sainte à l'université pontificale catholique du Chili. Il est licencié en Écriture sainte de l'institut pontifical biblique de Rome. Il enseigne à l'université catholique de Valparaiso. 
Le 16 février 2002, le pape Jean-Paul II le nomme évêque titulaire de Bela (de) et évêque auxiliaire du diocèse de Valparaiso. Il est consacré le 6 avril suivant par Mgr Gonzalo Duarte García de Cortázar SS.CC., en la cathédrale de Valparaiso, avec comme co-consécrateurs Francisco Javier Errázuriz Ossa et Javier Prado Aránguiz (es).
Il est secrétaire général de la conférence épiscopale du Chili pour la période 2008-2011.
Il est élu par la XXIIIe assemblée ordinaire du Conseil épiscopal latino-américain, le 19 mai 2011, secrétaire général du Conseil épiscopal latino-américain pour la période 2011-2015.
Le 7 juillet 2015, le pape François nomme Mgr Santiago Silva ordinaire militaire du Chili. L'armée chilienne lui donne alors le rang de général de brigade.